# 阿尔瓦圣母
《阿尔瓦圣母》是意大利文艺复兴全盛期艺术大师拉斐尔 的一幅画作，绘制于1511 年，圆形，原为木板油画，后改为布面油画。画中描绘了的圣母玛利亚、婴孩耶稣和施洗约翰 ，   背景为典型的意大利乡村风光。
这幅画在意大利大约一个半世纪后，由西班牙的阿尔瓦公爵收购，1836年卖给俄国沙皇尼古拉一世，成为圣彼得堡冬宫埃尔米塔日博物馆的亮点之一。1931 年，苏联政府将其秘密出售给安德鲁·威廉·梅隆 。自 1937 年以来，这幅画藏于华盛顿的美国国家美术馆。